# Robert Zeiser
Robert Zeiser (* 1975 in Freiburg im Breisgau) ist ein deutscher Hämatologe und Immunologe am Universitätsklinikum Freiburg.
Zeiser ist vor allem für seine Arbeiten zur Graft-versus-Host-Reaktion und ihrer Behandlung mittels Januskinase-Inhibitoren (insbesondere Ruxolitinib) bekannt.

## Leben und Wirken
Zeiser schloss 2001 sein Medizinstudium an der Albert-Ludwigs-Universität Freiburg ab und promovierte im selben Jahr bei Hans-Eckart Schaefer am dortigen Institut für Pathologie. Am Universitätsklinikum Freiburg absolvierte er seine Facharztausbildungen in Innerer Medizin und in Hämatologie und Internistischer Onkologie, unterbrochen von einem Postdoktorat bei Robert Negrin an der Stanford University. 2010 wurde Zeiser Oberarzt am Universitätsklinikum Freiburg. 2013 erhielt er dort eine Heisenberg-Professur für Tumorimmunologie und Immunregulation, von 2016 bis 2021 wurde er mit einem ERC Consolidator Grant gefördert, seit 2019 leitet er die dortige Abteilung für Tumorimmunologie, seit 2021 leitet er den Sonderforschungsbereich 1479 „Oncogene driven immune escape“. 
Zeiser arbeitet insbesondere zur Graft-versus-Host-Reaktion nach Stammzelltransplantation und zu möglichen Maßnahmen, um diese Reaktion zu unterdrücken. Weitere Arbeiten befassen sich mit Graft-versus-leukämie-Effekt, um Rezidive von akuter myeloischer Leukämie und anderen Leukämien nach allogener Stammzelltransplantation zu reduzieren. Im Frühjahr 2023 wurden ihm und seinem Team durch den Europäischen Forschungsrat ein ERC Advanced Grant in Höhe von 2,5 Millionen Euro zugesprochen.
Laut Google Scholar hat Zeiser einen h-Index von 85, laut Datenbank Scopus einen von 70 (jeweils Stand Mai 2025).

## Auszeichnungen (Auswahl)
- 2011 Theodor-Frerichs-Preis der Deutschen Gesellschaft für Innere Medizin[7]
- 2014 Artur-Pappenheim-Preis der Deutschen Gesellschaft für Hämatologie und Medizinische Onkologie[3]
- 2016 Richtzenhain-Preis des Deutschen Krebsforschungszentrums[8]
- 2019 Paul-Martini-Preis[2]
- 2021 Deutscher Krebspreis für translationale Forschung[1]
- 2025 Gottfried Wilhelm Leibniz-Preis